# 王顯曾
王顯曾（?—?），字文圖，中國清朝官員，江蘇華亭人。
乾隆二十五年（1760年）庚辰科進士。乾隆三十六年（1771年）以給事中之差至臺灣擔任巡視臺灣監察御史，留臺年餘。